# Grafické uživatelské rozhraní

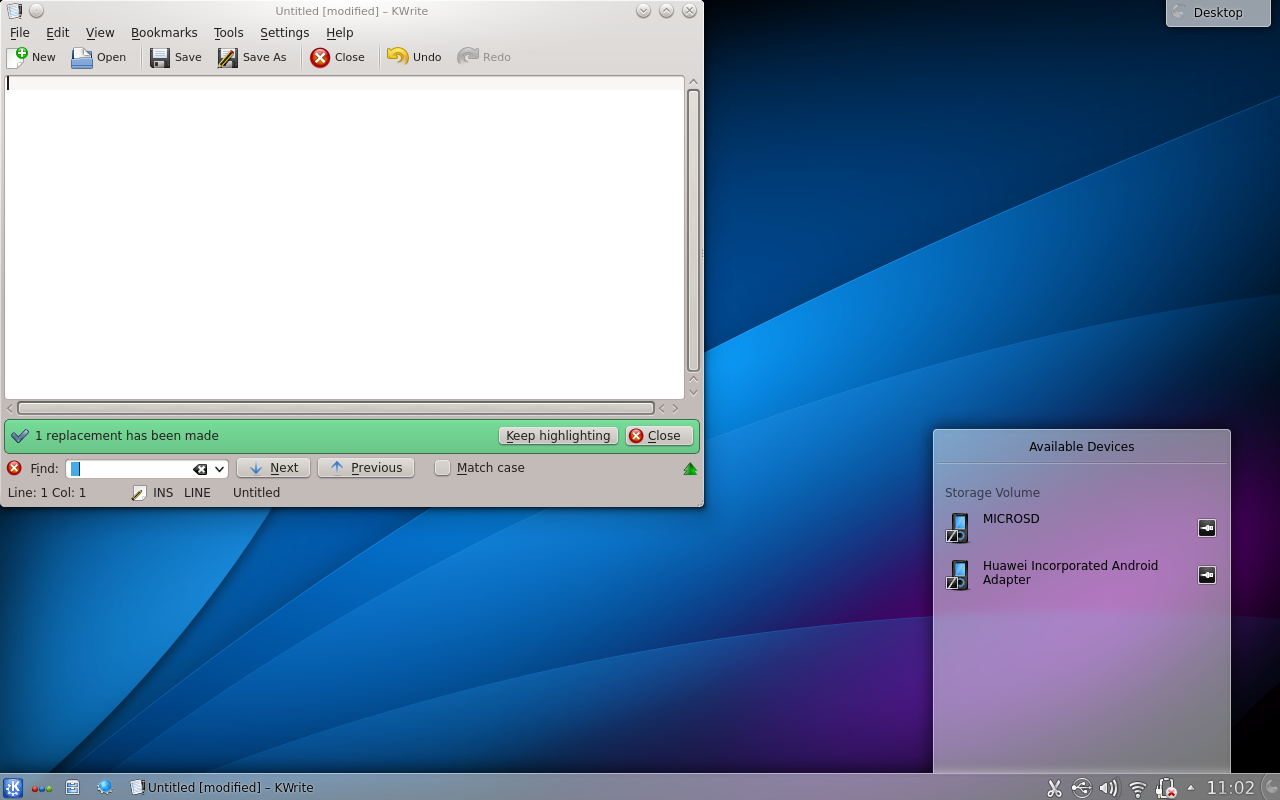
Grafické uživatelské rozhraní KDE 4 pro operační systém GNU/Linux v roce 2013

Grafické uživatelské rozhraní (anglicky graphical user interface, známé pod zkratkou GUI) je uživatelské rozhraní, které umožňuje uživateli ovládat počítač pomocí interaktivních grafických ovládacích prvků. Grafika je zobrazována na displeji v podobě menu, ikon či jiných grafických prvků. U stolního počítače používá uživatel počítače k interakci s GUI klávesnici a myš, jedná se o desktopové prostředí. U mobilního telefonu využívá dotykovou obrazovku, u specializovaných zařízení (například kopírka) malý displej a tlačítka. Grafické uživatelské rozhraní je novější, než textové rozhraní (příkazový řádek, tzv. CLI).
GUI lze použít v přenosných zařízeních (mobilní telefon, MP3 přehrávač), u herních zařízení, domácích spotřebičů, kancelářského a průmyslového vybavení a podobně. Termín GUI  zahrnuje dvojrozměrné obrazovky a není obvykle používán pro jiné typy rozhraní, například pro virtuální realitu či videohry, kde se dává přednost termínu HUD (Head-Up-Display).

## Historie
První grafické uživatelské rozhraní (WIMP) bylo vyvinuto v roce 1973 ve vývojových laboratořích společnosti Xerox. Masovou oblibu získalo mezi uživateli spolu s počítači Microsoft Windows kolem roku 1984 a následně i v Mac.

### Předchůdci GUI
Ivan Sutherland vyvinul v roce 1963 program Sketchpad, který byl ovládán světelným perem. Na konci 60. let 20. století vedl Douglas Engelbart ve Stanford Research Institute vývoj prostředí, kde byly odkazy, se kterými se manipulovalo pomocí myši a to z důvodu malého rozlišení tehdejších obrazovek. Tento koncept odkazů byl dále vylepšován a rozšířen pracovníky Xerox PARC, zejména Alanem Kayem. GUI bylo primární rozhraní pro počítače Xerox Alto. Mnoho dalších moderních a univerzálních GUI bylo odvozeno z tohoto systému.

### Uživatelské rozhraní PARC
Uživatelské rozhraní PARC se skládalo z grafických prvků, jako například oken, nabídek (menu), „radio“ polí, zatrhávacích tlačítek a ikon. Toto rozhraní začalo používat spolu s klávesnicí také polohovací zařízení. Tyto aspekty byly zdůrazněny používáním alternativního názvu WIMP, který je zkratkou pro názvy windows (okna), icons (ikony), menus (nabídky) a pointing device (polohovací zařízení).

### Překotný vývoj
Následovatel PARCu, počítač, který měl v roce 1981 prvně GUI centralizovaně, byl Xerox 8010 Star Information system. Následovaly počítače Apple Lisa (1983), Apple Macintosh 128K (1984), dále Atari ST a nakonec Commodore Amiga (1985).
Rané GUI příkazy, před příchodem IBM Common User Access, používaly různé příkazové sekvence pro různé programy. Například klávesa F3 aktivovala nápovědu v programu WordPerfect. Nabídky (menu) byly přístupné pomocí různých kláves (control v WordStar, Alt nebo F10 v programech společnosti Microsoft, pomocí "/" v Lotusu 1-2-3, F9 v Norton Commanderu).
Kvůli těmto programovým rozdílům byly vyráběny plastové nebo papírové masky, které byly na plochách kolem kláves. Na nich byly napsány funkce platné pro různé programy.

### Post-WIMP rozhraní
Aplikace na menších přenosných zařízeních (například chytré mobilní telefony nebo PDA), pro které WIMP není uzpůsoben nejlépe, používají novější techniky interakce s uživatelem. Tyto techniky jsou obecně nazývány Post-WIMP.
Po roce 2010 se už ve větší míře začala objevovat zařízení založená na ovládání dotyky (Android nebo iPhone), jejichž uživatelská rozhraní jsou Post-WIMP. Uživatelé používají více než jeden prst pro interakci se zařízením prostřednictvím displeje. To jim dovolí provádět akce typu přibližování (pomocí sbíhání dvou prstů) nebo rotace s objekty zobrazenými na displeji (kroužení dvěma prsty). Je důležité podotknout, že by se takové akce neprovedly pouze s využitím myši.

## Porovnání s příkazovým řádkem (CLI)
GUI vzniklo jako potřeba nahradit rozhraní příkazového řádku (Command Line Interface) něčím, co by se lidé rychleji naučili a všechny příkazy nemuseli psát.
CLI dovoluje velkou efektivitu, pokud se uživatel naučí příkazy, ale naučení zabere nějaký čas. Další věcí je ta, že používání příkazového řádku může být pomalé, když uživatel zadává příkazy s mnoha parametry a/nebo cesty k souborům na disku. WIMP poskytuje různá tlačítka apod., reprezentující rozličné systémové příkazy, a to na několik kliknutí.
Na druhou stranu, GUI může být horší tím, že některá nastavení jsou příliš hluboko v systému, a tudíž je složité se k nim klikáním dostat.
Ale doklikání ve WIMP může být snadnější v porovnání s tím, že v příkazových řádcích neplatí všechny příkazy pro všechny adresáře nebo prostředí. Často je proto nutné přeskakovat z adresáře do adresáře.
Většina moderních operačních systémů poskytuje jak WIMP, tak i CLI, ačkoli GUI získává u běžných uživatelů větší pozornost.
Aplikace mohou mít obě rozhraní. Často je to tak, že první bylo CLI a GUI je pouze jejím obalem, zjednodušujícím některé funkce. To je proto, aby vývojáři mohli vyzkoušet funkčnost programu, aniž by se obtěžovali s vývojem grafického rozhraní. To je povětšinou v operačních systémech typu UNIX. Umožňuje to uživatelům používat programy jako automatizované skripty, nejen pouze přítomným uživatelem jednorázová spouštění přes GUI.

## 3D uživatelská rozhraní u PC
Označení 3D není přesné, protože počítačové obrazovky jsou ve skutečnosti pouze dvoudimenzionální. Nicméně, různá grafická prostředí používají tři rozměry. Výšku a šířku doplňují vrstvením nebo stohováním objektů na sebe. Bývá to doprovázeno průhledností objektů.
3D našlo své uplatnění ve filmové produkci. Samozřejmostí je, že tím, jak narůstá složitost výpočtu 3D animací, musí také narůstat výkon hardwaru, na kterém výpočty probíhají.

## Jiná uživatelská rozhraní
Kromě grafických existují i jiná uživatelská rozhraní:
- textové uživatelské rozhraní (s menu, tlačítky a myší)
- příkazový řádek (příkazy se zadávají jejich zapsáním pomocí klávesnice)
- braillský řádek
- hlasová rozhraní a další